# Набруска
Набруска (укр. Набруска) — село в Маневичской поселковой общине Камень-Каширского района Волынской области Украины.
До 2020 года входило в Маневичский район.
Код КОАТУУ — 0723685103. Население по переписи 2001 года составляет 229 человек. Почтовый индекс — 44620. Телефонный код — 3326. Занимает площадь 11,38 км².